# Norifumi Takamoto
Norifumi Takamoto (高本 詞史 Takamoto Norifumi?,  nacido el 31 de diciembre de 1967 en Miyazaki, Miyazaki) es un exfutbolista japonés. Jugaba de defensa y su último club fue el Kyoto Purple Sanga de Japón.

## Trayectoria

### Clubes
| Club                 | País  | Año         |
| -------------------- | ----- | ----------- |
| Toshiba              | Japón | 1990 - 1992 |
| Nagoya Grampus Eight | Japón | 1993        |
| Kyoto Purple Sanga   | Japón | 1994 - 1996 |